# Beğendik, Keşan
Beğendik là một thị trấn thuộc huyện Keşan, tỉnh Edirne, Thổ Nhĩ Kỳ. Dân số thời điểm năm 2011 là 2.678 người.